# Wegmann Automotive
Wegmann Automotive ist ein deutscher Automobilzulieferer mit Sitz in Veitshöchheim. Das Unternehmen ist Teil der Wegmann-Gruppe und nach eigenen Angaben Weltmarktführer für Auswuchtgewichte und Batteriepolhülsen. 
Im Jahr 2008 wurden die Dionys Hofmann GmbH aus Albstadt und die Franken-Industrie GmbH & Co. KG aus Veitshöchheim in Wegmann Automotive zusammengeschlossen.
Produkte von Wegmann Automotive sind in zwei von drei Neufahrzeugen verbaut und finden Anwendung im Rennsport.
Neben Auswuchtgewichten für Fahrzeugräder, Wellen, Kupplungen und Ventilatoren in Fahrzeugen sowie Batteriepolhülsen produziert das Unternehmen auch Reifenventile.